# Кралски и папски университет на Мексико
Кралският и папски университет на Мексико е основан на 21 септември 1551 г. като първи университет във Вицекралство Нова Испания (включващо в рамките си Мексико, Куба, Филипините, Гуатемала, Белиз, Хондурас, Ел Салвадор, Никарагуа, голяма част от западните територии на днешните Съединени американски щати и част от Западна Канада).
Той е 2-рият университет на американския континент, открит само няколко месеца след Големия университет „Сан Маркос“ в Лима, Перу. Затваря врати през 1865 г.

## История

### Основаване
Първите школи за придобиване на по-високо образователно ниво във вицекралството Нова Испания били католическите семинари, институции посветени предимно на изучаването на теологията и други дисциплини необходими за правилно извършване на литургичните служби. Те се намирали в няколко от големите основни градове на вицекралството и в тях се подготвяли само свещеници. Фра Хуан де Сумарага (исп. Juan de Zumárraga) и вицекралят дон Антонио де Мендоса правят първите постъпки за основаване на университет в Нова Испания. Намеренията на отец Фра Хуан де Сумарага, които били предадени на краля на Испания, били „да се образоват новопокръстените“, цел, която никога не се осъществява дори след основаването на университета, поради факта, че достъп до него имали шепа привилегировани колонисти.
Университетът е основан с кралския указ на Карлос I, и подписан от сина му, принцът на Астурия, бъдещият крал Филип II, на 21 септември 1551. Oсветен е на 25 януари 1553, по време на мандата на вицекраля Луис де Веласко. Текстът на благословията на папата се съдържа в булата на Климент VIII от 7 октомври 1595.

### прототипи за устройството
Университетът се изгражда по подобие на европейските университети от онова време, като Университета на Саламанка в Испания, административната му уредба била по модел на Болонския университет в Италия и установява учебната си програма и предмети по подобие на Парижкия университет във Франция.
Методологията на обучение била средновековно схоластична. Постът на ректора бил изборен и изборът ставал с участието на учениците. Неговата функция била да отговаря на молбите и оплакванията или исканията на учениците. По модел на всички останали колониални институции, върховна дума в университета била тази на краля, като върховен арбитър.
Макар студентите му да били броени на пръсти, след завършването те имали висок престиж и заемали съответни позиции в колониалния свят. Били теолози, юристи и медици.

### учебна програма
Дисциплините били подредени по следния ред: Тривиум (граматика, реторика и логика) и квадриум (аритметика, геометрия, музика и астрономия).
Взети заедно, квадриумът и тривиумът изграждали целостта на – седемте либерални изкуства – гръбнак на средновековното образование. Това било заимствано от системата на образование в Римската империя.. Преподавало се на латински. Поради асоциацията си с понтификата, степените от университета били награждавани от името на папата.

### студенти на университета
Студентите в университета се радвали на някои специални облекчения и привилегии. Например те били освободени от десятък. Като изключим тези облекчения, от другата страна били изключително високите образователни такси. Начална възраст за прием била 14 години. Младежите били обучавани освен в науките и в академичния и дворцов протокол и етикет. Приемали се само мъже, тъй като женското образование се смятало за загуба на време. Жените имали място в домовете на съпрузите си или в манастирите или сиропиталищата на колонията.,  Навършвайки 16 години през 1664, Сор Хуана Инес де ла Крус моли родителите си да и позволят да се преоблече като младеж, за да може да постъпи в университета, но родителите и категорично отказват и тя отива в конвент (манастир).

### степени и принадлежност
Университетските степени били бакалавър, магистър и доктор.
За периода на съществуването на вицекралството университетът бил най-престижния център културата и в него се изучавали някои от най-забележителните личности на Нова Испания. През 1555 Папа Павел IV изравнява статута на университета с този на университета в Саламанка. Институцията запазва името си на папски и кралски университет до независимостта на Мексико през 1821, след което кралски отпада, но се запазва папски.
В течението на XVIII век в страната се създават и други академични институции с подобни на университета академични функции. Измежду тях се разпознават имената на Кралската Академия по Хирургия, основана през 1778, Минно-геоложкият колеж, основан през 1792 и две години след това, Академията Сан Карлос за Изящни Изкуства.

## Закриване
Единадесет годни и половина след освобождението на Мексико, вицепрезидентът на страната, Валентин Гомес Фариас затваря частично университета (1833). Отново е затворен през 1857, 1861 и окончателно през 1865. Не е бил добре възприет поради консервативното си минало и либералите, които по онова време били на власт го давали за пример на ретроградност. Император Максимилиян I го отваря, само за да бъде затворен много скоро след това. Останки от университета функционират за подготовка на лекари, инженери, геолози, архитекти и юристи и агрономи. Те получавали образованието си в разпокъсани факултети части от някогашноя един университет.

## Наследници
В днешно време 2 висши училища смятат себе си за наследници на Кралския и папски университет на Мексико:
- Националният автономен университет на Мексико, който има светски характер и е възобновен на 22 септември 1910 г. по настояване на Хусто Сиера Мендес;
- Папският университет на Мексико, който е с религиозна ориентация (католическа) и е възобновен на 29 юни 1982 г. по настояване на Хавиер Лосано Бараган, един от мексиканските епископи.